# Genaro Léon
Genaro Léon (* 10. August 1960 in Sinaloa) ist ein ehemaliger mexikanischer Profiboxer und erster Weltmeister der WBO im Weltergewicht.

## Amateurkarriere
Als Amateur gewann er 1981 die Zentralamerika- und Karibikmeisterschaften in der Dominikanischen Republik, sowie die Lateinamerikanischen Meisterschaften in Brasilien. 1982 folgte die Silbermedaille bei den Zentralamerika- und Karibikspielen in Kuba und 1983 die Bronzemedaille bei den Panamerikanischen Spielen in Venezuela.
1984 nahm er an den Olympischen Sommerspielen von Los Angeles teil, besiegte dabei Daniel Dominguez aus Argentinien, Akinobu Hiranaka aus Japan und Khemais Refai aus Tunesien, ehe er im Viertelfinale gegen Mark Breland aus den USA unterlag.

## Profikarriere
Noch 1984 wechselte er zu den Profis und gewann 30 von 32 Kämpfen, davon 27 vorzeitig. Er boxte dabei in Mexiko, den USA sowie Frankreich und konnte auch den Ex-IBF-Weltmeister Charlie Brown besiegen.
Am 6. Mai 1989 konnte er in Kalifornien um den ersten Weltmeistertitel der WBO im Weltergewicht antreten und gewann den Kampf durch K. o. in der ersten Runde gegen Danny Garcia aus Puerto Rico. Er legte den Titel jedoch ohne Titelverteidigung im Dezember desselben Jahres wieder nieder und blieb anschließend in 14 weiteren Kämpfen unbesiegt, wobei er auch Ex-WBC-Weltmeister Saoul Mamby schlagen konnte.
Am 12. Januar 1993 kämpfte er in New York um den WBC-WM-Titel im Weltergewicht gegen Buddy McGirt, musste dabei jedoch eine Punktniederlage hinnehmen. Nach weiteren Niederlagen, unter anderem gegen die Weltmeister Luis Ramón Campas und James Page, beendete er seine Karriere im Juli 2001.